# Рончењо Терме
Рончењо Терме (итал. Roncegno Terme) је насеље у Италији у округу Тренто, региону Трентино-Јужни Тирол.
Према процени из 2011. у насељу је живело 1252 становника. Насеље се налази на надморској висини од 501 м.

## Становништво
| 1931. | 1936. | 1951. | 1961. | 1971. | 1981. | 1991. | 2001. | 2011. |
| ----- | ----- | ----- | ----- | ----- | ----- | ----- | ----- | ----- |
| 3.257 | 3.201 | 3.100 | 2.786 | 2.464 | 2.363 | 2.258 | 2.475 | 2.814 |